# Sang, Ghana

Sang är en ort i nordöstra Ghana. Den är huvudort för distriktet Mion, och folkmängden uppgick till 7 278 invånare vid folkräkningen 2010.